# Секвачі (округ, Теннессі)
Шаблон:StateAbbr_ 35°22′ пн. ш. 85°25′ зх. д. / 35.37° пн. ш. 85.41° зх. д.
Округ  Секвачі (англ. Sequatchie County) — округ (графство) у штаті  Теннессі, США. Ідентифікатор округу 47153.

## Історія
Округ утворений 1857 року.

## Демографія
За даними перепису 2000 року загальне населення округу становило 11370 осіб, зокрема міського населення було 10, а сільського — 11360. Серед мешканців округу чоловіків було 5635, а жінок — 5735. В окрузі було 4463 домогосподарства, 3311 родин, які мешкали в 4916 будинках. Середній розмір родини становив 2,92.
Віковий розподіл населення поданий у таблиці:
| Стать    | До 15 років | 15-21 | 22-29 | 30-39 | 40-49 | 50-65 | 65-85 | Понад 85 |
| -------- | ----------- | ----- | ----- | ----- | ----- | ----- | ----- | -------- |
| Чоловіки | 1218        | 504   | 622   | 857   | 844   | 995   | 544   | 51       |
| Жінки    | 1144        | 475   | 645   | 826   | 833   | 1014  | 692   | 106      |

## Суміжні округи
- Ван-Б'юрен — північ
- Бледсо — північний схід
- Гамільтон — південний схід
- Меріон — південний захід
- Ґранді — захід
- Воррен — північний захід

## Виноски
1. ↑  U.S. Decennial Census. United States Census Bureau. Архів оригіналу за 19 липня 2018. Процитовано 14 квітня 2015.
2. ↑  Historical Census Browser. University of Virginia Library. Архів оригіналу за 11 серпня 2012. Процитовано 14 квітня 2015.
3. ↑  Forstall, Richard L., ред. (27 березня 1995). Population of Counties by Decennial Census: 1900 to 1990. United States Census Bureau. Архів оригіналу за 21 лютого 2015. Процитовано 14 квітня 2015.
4. ↑  Census 2000 PHC-T-4. Ranking Tables for Counties: 1990 and 2000 (PDF). United States Census Bureau. 2 квітня 2001. Архів оригіналу (PDF) за 18 грудня 2014. Процитовано 14 квітня 2015.
5. ↑  State & County QuickFacts. United States Census Bureau. Архів оригіналу за 24 грудня 2015. Процитовано 7 грудня 2013. [Архівовано 2015-12-24 у Wayback Machine.](англ.) Наведено за англійською вікіпедією.
6. ↑  American FactFinder. Бюро перепису населення США. Архів оригіналу за 26 лютого 2012. Процитовано 31 січня 2008. [Архівовано 2008-05-21 у Wayback Machine.]

| США | Це незавершена стаття з географії США. Ви можете допомогти проєкту, виправивши або дописавши її. |